# Жирона (аеропорт)
Аеропо́рт Жиро́на—Ко́ста-Бра́ва (кат. Aeroport de Girona-Costa Brava, ісп. Aeropuerto de Gerona-Costa Brava (IATA: GRO, ICAO: LEGE)) — аеропорт в Іспанії, розташований на північному сході Каталонії, за 12,5 км від міста Жирона. Аеропорт обслуговує курортний регіон Коста-Брава, а також є одним із альтернативних аеропортів Барселони — відстань 74 км до центру столиці Каталонії можна подолати за 60 хвилин.
Аеропорт збудовано у 1965 році, проте значне зростання пасажиропотоку розпочалося лише на початку 2000-х, коли бюджетна авіакомпанія Ryanair вирішила зробити аеропорт своїм хабом.

## Термінал
Аеропорт має одну двоповерхову будівлю пасажирського терміналу. На першому поверсі розташовано 33 пункти реєстрації та 11 гейти для внутрішніх та міжнародних рейсів.

## Авіалінії та напрямки
| Авіакомпанія                    | Пункт призначення |
| ------------------------------- | --- |
| Adria Airways                   | Сезонний чартер: Любляна, Інсбрук, Грац, Зальцбург |
| airBaltic                       | Сезонний чартер: Лінчепінг, Єнчепінг |
| Air Malta                       | Сезонний чартер: Мальта |
| Aviolet                         | Сезонний чартер: Белград |
| BH Air                          | Сезонний чартер: Софія |
| BRA Braathens Regional Airlines | Сезонний чартер: Гетеборг, Мальме, Стокгольм-Бромма |
| Brussels Airlines               | Сезонний: Брюссель |
| Corendon Dutch Airlines         | Сезонний чартер: Амстердам |
| Enter Air                       | Сезонний чартер: Гданськ, Катовиці, Варшава-Шопен |
| Jet2.com                        | Сезонний: Белфаст-Міжнародний, Бірмінгем, Східний Мідландс, Единбург, Глазго, Лідс-Бредфорд, Лондон–Станстед, Манчестер, Ньюкасл |
| Luxair                          | Сезонний чартер: Люксембург |
| Nordwind                        | Сезонний чартер: Москва-Шереметьєво (з 28 квітня 2019) |
| Pobeda                          | Москва–Внуково Сезонний: Ст Петербург |
| Ryanair                         | Братислава, Кальярі, Ейндговен, Франкфурт-Хан, Карлсруе/Баден-Баден, Краків, Піза, Рабат Сезонний: Париж-Бове, Белфаст-Міжнародний, Біллунн, Бірмінгем, Борнмут, Бремен, Бріндізі, Бристоль, Брюссель-Шарлеруа, Корк, Дортмунд, Дублін, Східний Мідландс, Единбург, Франкфурт, Каунас, Нок, Лідс-Бредфорд, Ліверпуль, Лондон-Лутон, Лондон–Станстед, Маастрихт/Аахен, Мальта, Манчестер, Меммінген, Ньюкасл-апон-Тайн, Перуджа, Пескара, Познань, Глазго-Прествік, Рига, Таллінн, Салоніки, Веце, Вроцлав |
| SmartWings                      | Сезонний: Прага, Варшава-Шопен, Катовиці |
| Smartwings Poland               | Сезонний: Варшава-Шопен |
| Thomas Cook Airlines            | Сезонний: Бірмінгем, Бристоль, Манчестер |
| Transavia.com                   | Сезонний: Амстердам, Роттердам |
| TUI Airways                     | Сезонний: Бірмінгем, Лондон-Гатвік, Манчестер |
| TUI fly Belgium                 | Сезонний: Брюссель |

## Статистика
| Рік                     | Пасажирообіг |
| ----------------------- | ------------ |
| 1997                    | 533,445      |
| 1998                    | 610,607      |
| 1999                    | 631,235      |
| 2000                    | 651,402      |
| 2001                    | 622,410      |
| 2002                    | 557,187      |
| 2003                    | 1,448,796    |
| 2004                    | 2,962,988    |
| 2005                    | 3,533,567    |
| 2006                    | 3,614,223    |
| 2007                    | 4,848,604    |
| 2008                    | 5,507,294    |
| 2009                    | 5,286,970    |
| 2010                    | 4,863,785    |
| 2011                    | 3,007,649    |
| 2012                    | 2,844,571    |
| 2013                    | 2,736,867    |
| 2014                    | 2.160.646    |
| 2015                    | 1.775.318    |
| 2016                    | 1.664.763    |
| 2017                    | 1.946.816    |
| Source: Aena Statistics |              |